# NGC 2007
NGC 2007 (również PGC 17478) – galaktyka spiralna (Sc), znajdująca się w gwiazdozbiorze Malarza. Odkrył ją John Herschel 27 grudnia 1834 roku.